# Tuzlići
Tuzlići su stara tuzlanska begovska obitelj, moćna i utjecajna tijekom nekoliko stoljeća.

## Povijest
Tuzlići vode korijene od Cvjetka Altomanovića, gospodara Usore i Soli. Njegov brat, župan Nikola Altomanović držao je Užički kraj. Osmanlije osvajaju taj dio Bosne i Cvjetko prelazi na islam te mu potomci dobivaju muslimanska imena. Primanje Osmanlijama podobna islama Cvjetkovi su potomci sačuvali svoja imanja, čak i povećali. U osmanskim vremenima prezimena nisu bila trajna, nego je postojalo po očinstvu pa je "prezime" postojalo samo jedno pokoljenje. nastajala po imenu i naslovu oca (npr. Omerović, a ako je Omer otišao na hadž, djeca su bila Hadžiomerović). Od Altomanovića u Solima su nastale obitelji Zaimovića, Muradbegovića i Tuzlića. Tuzlićima geneza seže od Altomanovića, Tosunovića, Osmanpašića, Muradbegovića pa do Tuzlića. Kapetani tuzlanske kapetanije, bili su iz obitelji Tuzlića, a kapetanska dužnost bila je nasljedna.
Obitelj je dala nekoliko poznatih pripadnika. Zapovjednik Beograda i tuzlanski namjesnik bio je Šerif Osman-paša, sin Topal Osman paše. Šerif Derviš Hasan-beg, sin Šerifa Osman-paše bio je tuzlanski kapetan i 1787. izgradio je kamenu tuzlansku tvrđavu. Kapetansko nasljedstvo išlo je s oca na sina, pa su kapetani redom bili Hasan-begov sin Derviš Ahmed-beg, pa Ahmed-begov sin Sulejman-beg te zatim drugi sin Murad-beg. Godine 1805. umro je Murad-beg, a kapetaniju je preuzeo Sulejman-begov sin Mahmud-beg. Zbog revnosti na poslu Mahmud-beg stekao je čin/naslov paše i svi su ga zvali Tuzla-paša ili Mahmud-paša Tuzlo, i otad njegovi nasljednici Tuzlići. Dok je još bio živ kapetaniju je 1833. predao sinu Osman-begu koji ju je vodio samo dvije godine, jer već 1835. su ukinute. Muslimanski čelnici u Bosni pobunili su se protiv sultana i reforma. Pobunu je predvodio Mahmud-paša Tuzlić. Sultan je 1850. poslao islamiziranog Vlaha Omer-pašu Latasa ugušiti pobunu i srediti stvari. Pobunu je pogušio, vođe pobio ili uhitio. U lance je dao staviti Mahmud-pašu, Mahmud-pašinu rodbinu i istomišljenike te ih sproveo do Sarajeva, pa do Carigrada i konočno na otok Rodos. Latas je zaplijenio veliki imetak Tuzlića. Mahmudov sin Osman-beg vratio se iz zatočeništva 1864. i obnovio očevu kuću i poznati Tuzlića konak, koji se nalazio na lijevom uglu današnje Bankerove i ul. Matije Gupca, gledano od Jale. Osman-bega su naslijedili sinovi Mehmed-beg i Šemsi-beg, te kćeri Zuhra, Tahire i Hafize. Oca Mehmed-bega naslijedili su Bakir-beg i njegova polusestra Hanife Šahzima. U Bakira su bile četiri kćeri: Rašida, Lebiba, Šemsa i Faketa (Ifaket). Faketa je bila u neuspjelom braku sa Sead-begom Kulovićem i poslije se udala u Banju Luku. Tahira-hanuma Tuzlić udala se za Bećir-bega Gradaščevića, poznat po vakufu). Poznata je po tome što je othranila Osmana Vilovića (budućeg gradonačelnika) koji je rano ostao bez roditelja.  Bakir-beg Tuzlić bio je dopredsjednik prve bošnjačke stranke MNO. Sin Mahmud-begova brata Murad-bega Šemsi-beg Tuzlić je imao gradsko imanje s više kuća obzidanih visokim zidom, od Pasarele do Kazan Mahale. Nasljednici su njegov dvor 1919. prodali hrvatskom društvu Napredak. Napretkovci su dogradili toranj i salu za kazališne i filmske predstave. Poslije Drugoga svjetskog rata tu je otvoreno kino Proleter, zatim adaptirano i od 1953. u nj se uselilo Narodno kazalište Tuzla. Prezimena Tuzlić među muškarcima danas više nema.
Obitelji Tuzlića obiteljske je kuće od dolaska Austro-Ugarske gradilo poduzeće mjesnih Talijana Kompanija Cordignano i Candotti.